# Ramsey (Illinois)
Pour les articles homonymes, voir Ramsey.
Ramsey est un village des États-Unis situé dans le comté de Fayette, en Illinois.
La population était de 1 037 habitants au recensement de 2010.